# Yoshida Megumu
Megumu Yoshida (sinh ngày 13 tháng 7 năm 1973) là một cầu thủ bóng đá người Nhật Bản.

## Sự nghiệp câu lạc bộ
Megumu Yoshida đã từng chơi cho Verdy Kawasaki, Vissel Kobe, JEF United Ichihara, Sanfrecce Hiroshima và Sagan Tosu.